# Rorschachův test

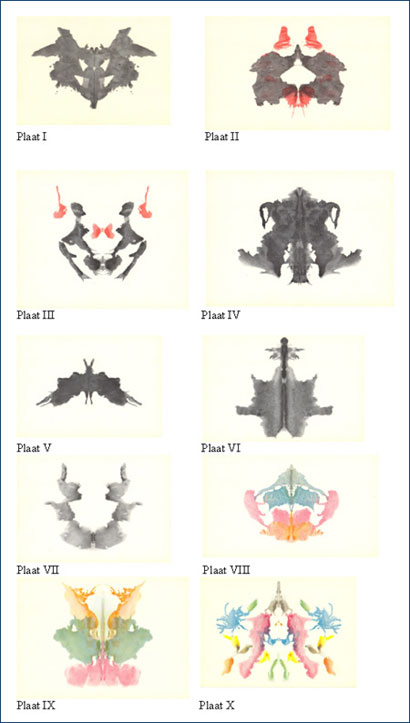
Karty Rorschachova testu

Rorschachův test inkoustových skvrn je jedna z diagnostických metod užívaných v psychologii k rozboru struktury osobnosti. Test byl publikován v roce 1921 švýcarským psychiatrem Hermannem Rorschachem (1884–1922). Mezi odborníky má dlouhodobě četně zastánců i kritiků, i přes svou kontroverznost jde o jeden z nejužívanějších testů osobnosti.
Metoda bývá označována buď jako percepčně kognitivní experiment, sledující vztah mezi vnímáním, myšlenkovými pochody a osobností člověka, nebo jako projektivní test, využívající projekci myšlenkových pochodů a osobnostních rysů na neurčité objekty. Tím se liší od jiných metod, kdy klient udává informace o sobě například formou rozhovoru nebo introspektivním popisem svých vlastností. Rorschachův test tak může podle této hypotézy poskytnout i informace o těch vlastnostech klienta, kterých si on sám nemusí být plně vědom, nebo je nedokáže popsat. Tento předpoklad existence tzv. projektivní hypotézy je však předmětem odborné debaty a není dnes všeobecně uznávaná. Test má zjišťovat např. organizaci myšlenek, přesnost a konvenčnost vnímání, sebeobraz nebo porozumění druhým, vypovídat má ale i o představivosti, empatii nebo impulzivitě.
Administrace testu probíhá tak, že testovaná osoba je postupně požádána o vlastní interpretaci deseti karet s bilaterárně symetrickými inkoustovými skvrnami na bílém pozadí, z nichž je pět karet černobílých, dvě černobílé s červenými prvky a tři pastelově barevné. Po zaznamenání spontánních odpovědí je testovaný vyzván k tomu, aby je dodatečně objasnil. Vyhodnocení výsledků se řídí kódováním odpovědí dle standardizovaného návodu, ale závisí i na zkušenostech testujícího.
Test se napřek rozšířenému mýtu neužívá ke stanovení konkrétní diagnózy psychického onemocnění. Napomáhá ale při diagnostikování vlastností, které by s psychopatologií mohly být spojené (mezi osobami zdravými a osobami s psychickými onemocněními se objevují rozdíly právě např. ve vnímání reality nebo sebeobrazu). Test tak může naopak poukazovat i na dobré psychické zdraví klienta.

## Historie

### Předchůdci
Hledání obsahu v abstraktních obrazcích bylo užívané již před vznikem Rorschachova testu. Německý psycholog William Stern (autor prvních inteligenčních testů) používal při psychologické diagnostice fotografie mraků. Přímo použití inkoustových skvrn navrhovali již v roce 1896 významní francouzští psychologové Alfred Binet a Victor Henri pro hodnocení míry nebo typu představivosti. Ve své práci zmiňovali i intenzivní vizuální představivost malíře Leonarda da Vinciho. Ten se inspirován Sandrem Botticellim ve své malbě zajímal o náhodné skvrny a praskliny na zdech. Psychologické testy využívající inkoustové skvrny se ale nezávisle na sobě objevovaly na přelomu 19. a 20. století u více autorů i v USA.
Interpretace inkoustových skvrn byla ústředním prvkem hry Klecksographie z konce 19. století. Rorschach sám tuto hru jako mladý rád hrával. Tato hra inspirovala například také německého lékaře Justinuse Kernera, který v roce 1857 vydal populární knihu básní, z nichž každá byla inspirována náhodnou kaňkou.

### Vznik testu a užití ve výzkumu

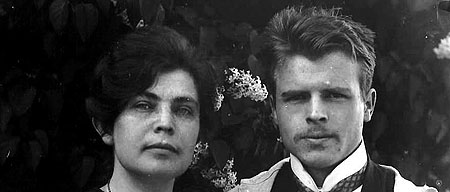
Hermann Rorschach s manželkou Olgou.

Rorschach začal s inkoustovými skvrnami pracovat v roce 1911, kdy sledoval rozdíly v představivosti mezi více a méně nadanými dětmi. Ve své disertační práci se pak ale zabýval tématem halucinací při schizofrenii. Vedoucím jeho práce byl významný psychiatr Eugen Bleuler. K inkoustovým skvrnám se pak vrátil až později při své práci v nemocnici v Herisau. Inspiroval se disertační prací Symona Hense, dalšího z žáků Eugena Bleulera, který 8 kartami s inkoustovými skvrnami testoval rozdíly mezi dětmi, dospělými a psychotickými pacienty. Rorschach pak vytvořil sérii vlastních karet se symetrickými inkoustovými skvrnami v různých barevných provedeních, které testoval na psychicky nemocných pacientech i zdravých jedincích. Jeho kolega Hans Behn Eschenburg poté vytvořil v rámci své disertační práce další sérii 8 inkoustových skvrn.
Rorschachovým cílem bylo vytvořit test pro nově popsanou diagnózu schizofrenie a jiných duševních poruch. Ve svém výzkumu sesbíral data od více než 400 subjektů, která následně dělil na základě demografických kategorií a psychologických diagnóz. Pozornost věnoval velikosti oblasti skvrny, kterou subjekt interpretoval, dominantním charakteristikám vnímaných subjektem (například tvar, barva, dojem pohybu) a obsahu interpretace (např. člověk, zvíře, anatomie). Zjistil například, že depresivní osoby měly tendenci dávat kratší, méně obsáhlé výpovědi a neurotici vykazovali známky silnější emoční reakce na barevné obrazce.
Během vývoje testu vytvořil Rorschach stovky různých inkoustových skvrn, ze kterých vybral 40 pro svou další práci. Experimentoval hlavně s 15, ale požadavkům nakladatele a vzhledem k nákladnosti tisku vyšlo pak v jeho knize Psychodiagnostika pouze 10 nejpoužívanějších karet. Jejich počet v testu pak zůstal do současnosti zachován. Skvrny přitom nebyly tvořeny jako zcela náhodné. Rorschach záměrně doupravoval jejich detaily nebo kontury, aby co nejefektivněji působily na představivost. Skvrny měly evokovat v paměti uložené objekty, ale zároveň nebýt zcela podobné těm reálným.
Rorschachova kniha Psychodiagnostika shrnuje celý jeho výzkum interpretace inkoustových skvrn. Rorschach také vytvořil záznamový protokol k testu, kde navrhl některé dodnes užívané kategorie kódování odpovědí. Stejně tak připravil i výpočetní postup vyhodnocení kódů. Kniha vyšla v nakladatelství Ernst Bircher v roce 1921 a Rorschach tisk podrobně diskutoval. Jednotlivé karty testu (inkbloty) se dodnes tisknou ve švýcarské tiskárně Hans Huber poblíž Bernu, která práva ke knize nedlouho po jejím vydání koupila. Místo klasických CMYK barev se k tisku používají speciální barvy vyvinuté pro Rorschachův test.

### Rozšíření testu
Přestože působil jako viceprezident Švýcarské psychoanalytické společnosti, měl Rorschach potíže s vydáním své knihy Psychodiagnostika. Když se poprvé objevila, vzbudila jen malou pozornost. Úspěchu se tato kniha dočkala až pět let po Rorschachově smrti, když ji v roce 1927 zakoupilo nakladatelství Hans Huber. V roce 1939 byl založen Rorschachův Institut a v roce 1949 Mezinárodní Rorschachova společnost.
Po Rorschachově smrti byly vytvořeny různé systémy administrace, kódování a interpretace testu. Rorschachův původní systém bodování testu dále zpracovali do nových systému hodnocení Samuel Beck, Bruno Klopfer, Marguerite Hertz, Zygmunt Piotrowski a David M. Rapaport. Některé systémy jsou založeny na původním psychoanalytickém pojetí objektových vztahů. Ve snaze tyto různé systémy sjednotit, zpracovával od 60. let 20. století John E. Exner komplexní systém založený na statistickém vyhodnocování testu, tzv. Comprehensive System (CS), který vyšel poprvé v roce 1974 a byl později rozšířen a revidován o nová zjištění a referenční data.
V Severní Americe převažuje ve 21. století interpretace výsledků testu skrz statistické vyhodnocení a Exnerův Comprehensive System zůstává velmi populární. V Evropě se více rozvinulo i vyhodnocování založené na principech psychoanalýzy, viz např. práce D. Rapaporta nebo P. M. Lernera. Druhá část evropských výzkumníků vycházela více z původní práce Rorschacha a sledovala vztah percepce klienta s jeho chováním a osobnostními vlastnosti, viz práce Ewalda Bohma. Při vyhodnocení se tak v evropském prostoru tradičně klade kromě statistické analýzy více důraz i na profesní intuici administrátora testu, tedy vhled do výsledků na základě dlouhodobé zkušenosti. Toto nestandardizované vyhodnocení je však v rozporu s principy psychologické diagnostiky; existuje totiž řada důkazů, že standardizovaný úsudek (např. pomocí statistické predikce) je přesnější než klinická intuice psychologa.

#### Holtzmanův test inkoustových skvrn
V roce 1961 vydal Wayne H. Holtzman s kolegy nový set vlastních karet s inkoustovými skvrnami zvaný Holtzman Inkblot Technique (HIT) vycházející z Rorschachova testu ale s více standardizovaným hodnocením a administrací testu. Cílem Holtzmana bylo využít potenciál tohoto typu testu (tedy interpretace abstraktních skvrn) a zároveň vyřešit některé limitace Rorschachova testu. Holtzmanův test obsahuje dva paralelní sady 45 karet A a B (umožňuje tak test-retest přístup) a měří 22 proměnných, které jsou poté podrobeny statistickému vyhodnocení v 6 dimenzích. Na rozdíl od Rorschachova testu se u něj očekává jen jedna odpověď na kartu, liší se i v různorodější barevnosti a asymetrii karet a fáze vyjasnění odpovědi se provádí u každé karty hned po klientově odpovědi. HIT vykazuje ve výzkumech vysokou míru reliability, ale byť má lepší psychometrické vlastnosti než Rorschachův test, nebývá příliš užíván v praxi kvůli své délce.

### Používání v současnosti
Rorschachův test je stále jednou z nejpoužívanějších metod testování osobnosti a je rozšířen na všech světadílech.
Ve Spojených státech ho často užívají psychologové se zaměřením na diagnostiku osobnosti. V roce 2009 používalo Rorschachův test 86 % psychologů americké Society for Personality Assessment a 60 % psychologů z American Psychological Association (APA) se zaměřením na posuzování osobnosti. Naopak ve Velké Británii začalo užívání testu po II. světové válce strmě upadat a jde o málo užívanou i vyučovanou metodu. Na základě průzkumu mezi americkými psychology se ukázalo, že Rorschachovu metodu vyhodnocovanou pomocí Exnerova komprehensivního systému považují za „možná diskreditovanou“ metodu, avšak jen méně než pět procent respondentů s ní nebylo dostatečně seznámeno, což svědčí o jejím rozšíření.
Výzkum mezi českými psychology v roce 1998 ukázal, že 94 ze 108 psychologů tuto metodu používá, z čehož 77 psychologů si ji vysoce cení. Metoda dlouhodobě patří k nejpoužívanějším v České republice, v průzkumu mezi psychology z roku 2002 byla na čtvrtém místě, v roce 2009 na prvním místě. V ČR se Rorschachovým testem zabývali intenzivně např. Jan Ženatý (zakladatel České společnosti pro Rorschacha a projektivní metody) a Martin Lečbych (autor knihy Rorschachova metoda: Integrativní přístup k interpretaci).
Test se využívá i jako pomůcka při rozhodování o postupu psychoterapie, např. výběru vhodného typu terapie na základě klientovo osobnostních rysů. Využití nachází i v jurisdikci, kdy některé ze škál Rorschachova testu mohou pomáhat při posuzování způsobilosti člověka, např. skrz zjišťování míry impulzivního chování, poruch myšlení nebo přístupnosti (tzn. empatie a emoční přístupnost vs odtažitost a asociálnost). Nicméně test není užíván jako jediný důkaz o chování jedince a je doplněn dalšími typy posudků.
Na začátku 21. století se začal Rorschachův test používat i jako stimul při studiu mozkové aktivity za využití metod EEG nebo MRI. Tyto studie by pak mohly osvětlit i biologický základ testu, tedy jak funguje samotný proces tvorby odpovědí odehrávající se v klientově mozku.

## Administrace a interpretace

### Metody vyhodnocení
Existuje více diagnostických metod k vyhodnocení testu, které nejsou vytvořeny přímo Rorschachem, ač z jeho práce vycházejí. V roce 1974 publikoval John E. Exner Comprehensive system (CS), systém kódování za účelem sjednocení a standardizace interpretace Rorschachova testu. Tento systém využívá mimo jiné poznatky kognitivní psychologie, zejména teorie zpracování informací a ideace, a klade důraz na možnost statistického zpracování výsledků testu. Některé hodnotící škály v tomto systému (např. zaměřené na kognitivní procesy a vnímání) vykazují lepší validitu, než použití autoevaluačních metod jako např. klientovo popis sebe sama.
Po smrti Exnera v roce 2006 se vývoj systému CS zastavil i z důvodu řešení otázky autorských práv k němu. Na základě CS a nových vědeckých poznatků ze studií založených na Rorschachově testu byl poté vytvořen systém The Rorschach Performance Assessment System (R-PAS).

#### Digitalizované vyhodnocování
V roce 2013 byl publikován software na vyhodnocování dat systému CS zvaný CHESSSS, který využívá prostředí Microsoft Excel. Ten umožňuje i vyhodnocení doplňkových škál testu, které CS přímo nezahrnuje, jako škál R-PAS, Rorschach Oral Dependency Scale, Extended Aggression Scores, Ego Impairment Index-2 a další. Na rozdíl od původních vyhodnocovacích programů RIAP a ROR-SCAN je pod volnou licencí a zdarma. V současné době probíhá revize systému CS, Comprehensive System Revised (CS-R) a vývoj nové verze softwaru CHESSSS 2.

### Administrace
Rorschachův test je určen pro jedince od pěti let věku s dostupnými referenčními daty až do věku 86 let. Výhoda testu spočívá v tom, že nevyžaduje čtenářskou gramotnost a je tak nezávislý na národnosti a jazyku testovaného. V systému R-PAS trvá test 45-75 minut, v systému CS je horní limit ve výjimečným případech až 180 minut.
Trénovaný psycholog/administrátor testu nejprve informuje klienta o účelu testu a užití jeho výsledků, poté předloží kartu s obrázkem a dotazem: "Co by to mohlo být?". Klient následně inkoustové obrazce spontánně interpretuje. Administrátor postupně předkládá v tichosti jednu kartu po druhé v daném pořadí a zaznamenává přesně klientovo odpovědi. Cílem je získat mezi dvěma až čtyřmi odpověďmi (příliš málo i mnoho odpovědí zkresluje interpretaci výsledků). Poté je klient vyzván k upřesnění svých odpovědí (např. kde na kartě se viděné objekty nachází, nebo se administrátor svými otázkami snaží získat bližší k informace o viděných objektech pro jejich správné kódování).
Po upřesnění jsou klientovi odpovědi kódovány do kategorií. V systému R-PAS rozlišují kategorie například:
- zda byla karta otočena, resp. v jakém úhlu byla pozorována
- jak velkou část karty zabíral pozorovaný objekt
- formu a tvar objektu
- významnost viděných barev a stínů
- pohyb objektů
- vztah mezi viděnými objekty
- kategorie viděných objektů jako zvíře, osoba, oblečení, umění, realističnost nebo mýtičnost objektů atd.

Ke každé kartě je vytvořena tabulka možných odpovědí, která napomáhá psychologově diagnostice a objektivitě metody. Zaznamenáváno je i to, zda odpověď klienta patří mezi ty časté, nebo je naopak nezvyklá. Tyto návody vznikly během testování sady karet na velkém vzorku osob, jsou značně dlouhé a vyžadují intenzivní studium.

## Kontroverznost metody a limitace
Rorschachův test má dlouhodobě četně zastánců i kritiků už od první poloviny 20. století, kdy vznikl. I díky tomu je také jedním z nejstudovanějších psychologických nástrojů k rozboru osobnosti.
Test má své zásadní limitace v tom, že ačkoli napomáhá diagnóze klienta a poskytuje informace o jeho myšlenkových pochodech, nedokáže sám klientovu diagnózu přesně určit. Test poukazuje na možné osobnostní charakteristiky, ze kterých mohou, nebo nemusí psychické poruchy vyplývat. Zároveň, pokud se v testu některé osobnostní rysy neprokáží, neznamená to, že se u jedince nevyskytují (tzn. false negative zjištění). Jeho výrazní kritici (z nejznámějším počátku 21. století psychologové James Wood, Howard Garb a Scott Lilienfeld) poukazují také na to, že test může mylně nacházet patologické znaky u zdravých jedinců (tzn. false positive).
Přes původní určení testu k diagnostice duševních poruch, soudobé výzkumy toto rozporují. Také byla vyvrácena hypotéza v druhé poloviny 20. století, že by test mohl u klientů zjišťovat homosexualitu. Rorschachův test neměří sexuální orientaci.
Validita a reliabilita Rorschachova testu je dlouhodobě zpochybňována mnohými psychology. Kódy s nižší frekvencí výskytu (tedy méně časté odpovědi při testování) dosahují nízké reliability. Kódování jednotlivých odpovědí do kategorií může být zkresleno osobností psychologa, jelikož kategorie nejsou nutně navzájem exkluzivní a je tedy často na testujícím zdali například skvrnu připomínající testovanému jedinci podprsenku zaznamená do kategorie „sexualita“ či „oblékání“. Nicméně trénovaní administrátoři testu dosahují dle zjištění několika metastudií dobré reliability (a to jak v systému CS, tak dalších škálách a systémech kódování).
Další problém bylo dlouhodobé používání různých systémů hodnocení testu, které navíc nebyly dostatečně empiricky ověřeny. I po vzniku Exnerova manuálu kódování CS, jehož cílem bylo napříč praktikujícími administrátory hodnocení testu sjednotit a standardizovat, je problém v nedostatečném popisu kódování v manuálu CS vzhledem ke komplexitě a ohromné různorodosti možných odpovědí v testu. Tím vzniká nutnost lokálně manuál upřesňovat v rámci jednotlivých institucí školících administrátory testu.
Validita osobnostní testů je obecně problematická. Nicméně u Rorschachova testu je metastudiemi potvrzena dobrá validita nástroje i ve srovnání s jinými osobnostními testy (např. IQ nebo MMPI). Četně studií poukazuje i na získání důležitých informací při užití Rorschachova testu k predikci chování osob. Úspěšnost testu pak jako u dalších psychologických nástrojů ovlivňuje i upřímnost odpovědí klienta. Menší studie nicméně ukazují, že pokusy předstírat jinou osobnost nejsou u Rorschachova testu úspěšné, na druhou stranu není doporučeno používat ho k měření snahy klienta minimalizovat svou možnou psychopatologii.

## Kontroverze kolem zveřejnění karet
Karty Rorschachova testu se staly na základě vypršení autorských práv volným dílem již v druhé polovině 20. století. Originály byly i několikrát zveřejněny knižně. Ve filmové a televizní tvorbě, časopisech i v muzeích se ale z důvodu ochrany testu nepoužívaly originální karty, pouze jejich alterované repliky nebo zcela fiktivní skvrny test připomínající. Zveřejnění všech originálních karet spolu s nejčastějšími odpověďmi k nim na Wikipedii v roce 2009 tak způsobilo velký rozruch. Mnoho psychologů se obávalo, že takto veřejné vystavení způsobí, že test se stane v zásadě nepoužitelným, neboť podnět ve formě karet už nebude pro testovaného člověka novým a lidé se navíc naučí v testu podvádět.
Nicméně výzkumy na menších vzorcích, které sledovaly možný vliv informací dostupných na anglické Wikipedii po roce 2009, ukazují, že přečtení článku většinu proměnných testu výrazně neovlivňuje, byť má vliv např. na výběr odpovědí (respondenti častěji volí odpovědi obecně populárnější pod vlivem jejich vystavení). Stejně tak předchozí vystavení kartám skrz jiná média nemělo velký vliv. Ačkoli výzkumy neprokázaly, že by bylo na základě znalosti testu a způsobu jeho hodnocení možné plně simulovat psychické zdraví či naopak psychickou poruchu, do jisté míry je ale za těchto okolností možné s výsledky testu manipulovat, což negativně ovlivňuje validitu testu.

## Použití v umění a médiích

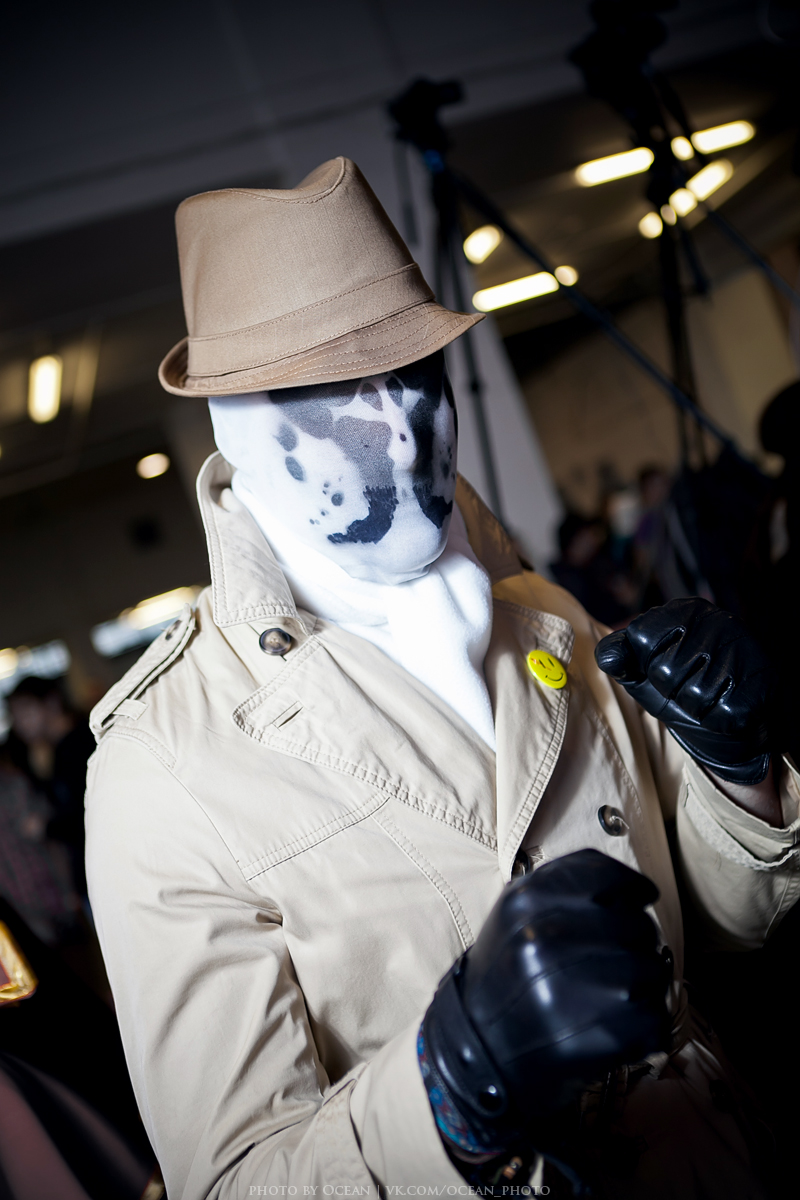
Cosplay postavy Rorschacha ze série Watchmen.

Karty (inkbloty) Rorschachova testu inspirovaly rozličná umělecká díla, která rozšířila mezi veřejností povědomí o testu a jeho podobě. Test se objevil například v noir melodramatu Roberta Siodmaka The Dark Mirror z roku 1946 a v krimi komedii Woody Allena Seber prachy a zmiz z roku 1969. Maska fiktivního antihrdiny Rorschach v grafické románové sérii Watchmen z roku 1987 zobrazuje neustále se proměňující inkoustovou skvrnu založenou na návrzích použitých při Rorschachovo testu, s černobílým zbarvením masky v souladu s jeho smyslem a pohledem na morálku. V roce 2009 vyšel i na sérii založený film. V roce 2022 byl natočen indický film s názvem Rorschach s malajským hercem Mammoottym v hlavní roli, který podněcuje dotazy a diskuzi na sociálních sítích o testu.
V 80. letech 20. století vytvořil výtvarník Andy Warhol sérii obrazů inspirovaných testem, byť ho sám neznal a mylně se domníval, že obrazce kreslí sám pacient a psycholog je poté vyhodnocuje. Australský umělec Ben Quilty vytvořil olejové malby užívající princip vzniku Rorscharových skvrn skrz techniku impasto. Stylizované inkoustové skvrny připomínající Rorschachův test využilo uskupení Gnarls Barkley v hudebním videoklipu k cenou Grammy oceněnému singlu „Crazy“. V roce 2024 využila stylizované karty připomínající Rorschachův test kanadská zpěvačka Alessia Cara ve videoklipu k písni „(Isn’t It) Obvious“.